# Ludowy Komisariat Spraw Wewnętrznych RFSRR
Ludowy Komisariat Spraw Wewnętrznych, NKWD (ros. Народный комиссариат внутренних дел) – istniejący od października 1917 do lipca 1918 i dalej do 1930 jako Ludowy Komisariat Spraw Wewnętrznych Rosyjskiej Federacyjnej Socjalistycznej Republiki Radzieckiej rosyjski, następnie radziecki urząd, odpowiednik ministerstwa, realizujący zadania w dziedzinie administracji wewnętrznej.

## Powstanie Ludowego Komisariatu Spraw Wewnętrznych (NKWD RFSRR)
Urząd został sformowany jako jedna z pierwszych instytucji na mocy dekretu II Wszechrosyjskiego Zjazdu Rad z 25 października 1917. Po powstaniu RFSRR 10 lipca 1918 został przekształcony w Ludowy Komisariat Spraw Wewnętrznych RFSRR (NKWD RFSRR). Ludowym Komisarzem Spraw Wewnętrznych został Aleksiej Rykow.

## Rola Ludowego Komisariatu Spraw Wewnętrznych
Powstała 20 grudnia 1917 Wszechrosyjska Komisja Nadzwyczajna przy Radzie Komisarzy Ludowych do Walki z Kontrrewolucją i Sabotażem (Czeka), pod przewodnictwem Dzierżyńskiego, przejęła od nowo formowanego ministerstwa praktycznie wszystkie funkcje ścigania przestępstw politycznych. Komisję przekształcono w Państwowy Zarząd Polityczny przy Ludowym Komisariacie Spraw Wewnętrznych Rosyjskiej Federacyjnej Socjalistycznej Republiki Radzieckiej (GPU), jednakże tylko formalnie była częścią NKWD (w listopadzie 1923 powstały z przekształcenia Państwowego Zarządu Politycznego Zjednoczony Państwowy Zarząd Polityczny (OGPU) wyodrębniono z NKWD i podporządkowano bezpośrednio Radzie Komisarzy Ludowych). Polityczne znaczenie NKWD wzrosło znacznie dopiero w 1934 po reformie, gdy Główny Zarząd Bezpieczeństwa Państwowego (GUGB) po przejęciu funkcji OGPU stał się częścią NKWD (nastąpiła koncentracja m.in. wywiadu politycznego, służb porządkowych i Głównego Zarządu Obozów – Gułag).

## Zadania Ludowego Komisariatu Spraw Wewnętrznych RFSRR[3]
- kierowanie działalnością organów administracji lokalnej;
- organizacja i zarządzanie milicją;
- organizacja pracy przymusowej;
- organizacja wszystkich rodzajów transportów pasażerskich (z wyjątkiem wojskowych): jeńców wojennych, uchodźców, imigrantów, robotników;
- kierownictwo gospodarką komunalną w miastach i na wsiach.

Zadania te były realizowane poprzez centralny aparat NKWD RFSRR:
- Zarząd Organizacyjno-Administracyjny:
  - nadzorowanie pracy lokalnych Rad;
  - realizacja dekretu o oddzieleniu Cerkwi od państwa;
  - nadawanie i odbieranie obywatelstwa sowieckiego;
  - zmiana granic gminnych;
  - rejestracja aktów stanu cywilnego.
- Główny Zarząd Milicji (GUM – Главное управление милиции, ГУМ):
  - Wydział Milicji;
  - Wydział Śledczy;
  - Wydział Kryminalistyki;
  - zadania z zakresu ochrony łączności pocztowej (w tym telegraficznej i telefonicznej), kolei, stacji, przystani, fabryk i zakładów pracy, lasów, wodociągów, magazynów, jak również ochrona koncentracyjnych obozów pracy przymusowej.
- Główny Zarząd Robót Przymusowych:
  - obserwacja stanu zatrzymanych;
  - ewidencja zatrzymanych;
  - rozdział zatrzymanych do obozów pracy;
  - monitorowanie stanu sanitarnego obozów pracy;
  - zaopatrzenie materiałowo-techniczne i logistyka obozów pracy.
- Centralny Zarząd Ewakuacji Ludności (Centroewak – Центральное управление по эвакуации населения, Центроэвак):
  - zarządzanie punktami ewakuacyjnymi i organizacja wymiany jeńców i uchodźców;
  - przewóz i ewidencja transportowanych kontyngentów, ich obsługa sanitarna i prowiantowanie.
- Główny Zarząd Gospodarki Komunalnej:
  - nadzór nad realizacją dekretu o komunalizacji mieszkań;
  - ewidencja i przydział mieszkań;
  - kierownictwo przedsiębiorstwami o znaczeniu lokalnym (tramwaje, wodociągi, kanalizacja, łaźnie, pralnie, zakłady fryzjerskie, zakłady pogrzebowe);
  - eksploatacja terenów miejskich;
  - ochrona przeciwpożarowa.
- Wydział Administracyjny (Управление делами):
  - kancelaria;
  - wydział gospodarczy;
  - wydział finansowo-materiałowy;
  - archiwum[4].

## Likwidacja Ludowego Komisariatu Spraw Wewnętrznych RFSRR
Zgodnie z postanowieniem Centralnego Komitetu Wykonawczego i Rady Komisarzy Ludowych ZSRR z 15 grudnia 1930, na wniosek Józefa Stalina, NKWD RFSRR został zlikwidowany, a jego funkcje przejęły inne urzędy – przede wszystkim Zjednoczony Państwowy Zarząd Polityczny (OGPU).

## Ludowi Komisarze Spraw Wewnętrznych RFSRR
- Aleksiej Rykow (8–17 listopada 1917, LKSW);
- Hryhorij Petrowski (od 30 listopada 1917, LKSW następnie LKSW RFSRR, do 30 marca 1919)
- Feliks Dzierżyński (1919 – 1923);
- Aleksandr Biełoborodow (od 30 sierpnia 1923 – grudzień 1927);
- W. Jegorow (pełniący obowiązki (zastępca LKSW) 1927 – 1928);
- Władimir Tołmaczow (styczeń 1928 – 15 grudnia 1930)[4].